# Oitava (poesia)

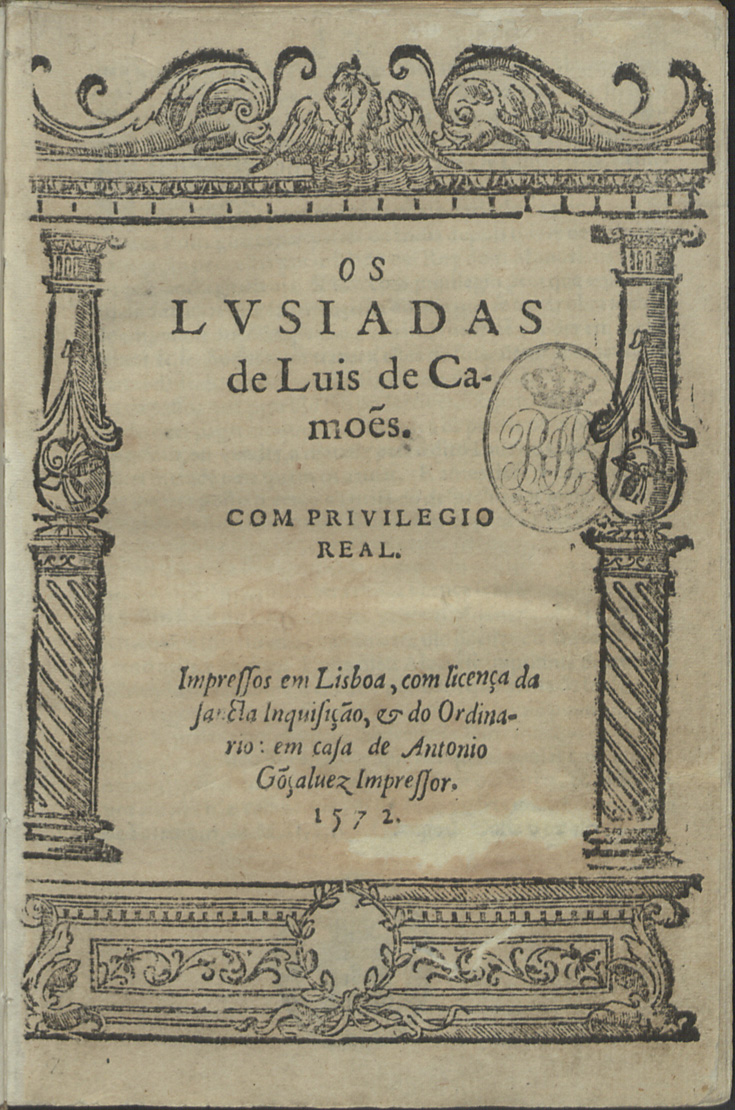
Os Lusíadas (1572), poema épico de Camões, composto inteiramente em oitavas

A oitava, também conhecida como oitava rima (do italiano ottava rima), oitava real ou oitava heróica é uma estrofe, surgida no final do século XIII e início do XIV, de oito versos decassílabos, com rima consoante e o seguinte esquema de rimas: ABABABCC.

## História
Aparentada com a estância, constituiu-se como veículo ideal e exclusivo para largos poemas narrativos da épica culta, desde que os grandes poetas épicos do Renascimento italiano a utilizaram nas suas obras: Matteo Boiardo no seu Orlando Innamorato (1495), Ludovico Ariosto em Orlando Furioso (1516) e Torquato Tasso na Jerusalém Libertada (1581). Terá surgido primitivamente na obra de Giovanni Bocaccio.
Foi adoptada por Luís Vaz de Camões para escrever a epopeia nacional portuguesa, Os Lusíadas (1572). Após Camões, muitos portugueses e brasileiros escreveram longos poemas épicos empregando esta estrofe, por exemplo Gabriel Pereira de Castro: Ulisseia ou Lisboa Edificada (1636), Vasco Mouzinho de Quevedo (séculos XVI-XVII): Afonso Africano, Francisco de Sá de Meneses: Malaca Conquistada (1634), António de Sousa Macedo: Ulissipo (1640), Brás Garcia de Mascarenhas: Viriato Trágico e José de Santa Rita Durão: Caramuru (1781).
A oitava também foi utilizada para poemas de menor envergadura e temas líricos, como as oitavas camonianas "A D. António de Noronha, sobre o desconcerto do mundo".